# Monique van der Vorst
Monique van der Vorst, née à Gouda le 20 novembre 1984, est une cycliste et triathlète handisport néerlandaise. Depuis 1998 dans un fauteuil roulant, elle se prétend paraplégique incomplète à la hauteur de la quatrième vertèbre, la jambe gauche paralysée et le genou droit ne fonctionnant plus correctement. C’est pendant sa réadaptation qu’elle s’intéresse au vélo à mains. Elle avoue finalement n'avoir jamais été handicapée. 

## Biographie

### Handicap
Monique van der Vorst aurait été paralysée à la suite d'une opération chirurgicale subie à la cheville à l'âge de 13 ans. Les séquelles de cette opération seraient la cause d'un handicap qui lui paralyse la jambe gauche et détériore l'usage du genou droit, et qui l'oblige à utiliser un fauteuil roulant. Son état physique est incompréhensible pour les médecins d'alors. 
En 2008, elle est victime d'un accident d'automobile grave. À l'issue de son coma, les médecins diagnostiquent « une rupture partielle de la moelle épinière au niveau de la quatrième vertèbre cervicale et paralysie de la ceinture aux orteils ».

### Carrière sportive
Monique van der Vorst pratique depuis 2009 le vélo à mains avec le fauteuil roulant et le paratriathlon, qui est une combinaison de natation, de vélo à mains et de fauteuil roulant. Elle est championne d'Europe de paratriathlon à Holten en 2009, puis gagne le demi-Ironman d'Anvers et de d'Hawaï. Elle est la première athlète en fauteuil roulant à remporter ce titre. En fauteuil roulant, elle participe aux championnats néerlandais, où elle gagne dans toutes les disciplines.
À 26 ans, Monique van der Vorst est une athlète de haut niveau s'entraînant plus de 30 heures par semaine, pour les jeux paralympiques de Londres de 2012.
Monique van der Vorst remporte deux médailles d'argent aux Jeux paralympiques d'été de 2008 de Pékin en cyclisme handisport. C'est la première apparition du vélo à mains féminin dans le programme paralympique.

### Accident et fausse guérison
Elle affirme début 2010, qu'à la suite d'un accident en fauteuil roulant avec un autre sportif, elle retrouve de façon inattendue des sensations aux jambes et peut désormais se tenir debout. Le choc lui aurait débloqué la colonne vertébrale, ce que les médecins ont du mal à expliquer. À la suite de cet évènement Monique van der Vorst abandonne momentanément sa carrière sportive puisqu'elle n'est plus autorisée à participer aux Jeux paralympiques d'été de 2012 à Londres. Elle donne des conférences de motivation, reprend ses études et intègre une équipe cycliste de sportives valides.
Sa guérison inattendue qualifiée de « miraculeuse » est largement diffusée dans les médias nationaux et spécialisés.
Elle avoue finalement en 2012, qu'elle a toujours été capable de marcher y compris lors de l’obtention de ses titres paralympiques et met un terme à sa supercherie, provoquant un scandale qui lui vaut l'opprobre du monde sportif en particulier.

### Vie personnelle
En 2011, Monique van der Vorst étudie la kinésiologie.